# Симоне Индзаги
Симоне Индзаги (на италиански: Simone Inzaghi) е италиански футболист, нападател. Роден е на 5 април 1976 г. в Пиаченца. Той е по-малкият брат на известния италиански нападател Филипо Индзаги. Симоне е юноша на Пиаченца, преостъпван е често под наем, преди да се наложи в родния си тим през сезон 1998/99. Играе повече от едно десетилетие за Лацио от 1999 до 2010 г.